# 森山明子
森山 明子（もりやま あきこ、1953年 - ）は、日本のデザイン評論家、武蔵野美術大学教授。
新潟県生まれ。1975年東京芸術大学美術学部芸術学科卒業。特許庁意匠課審査官、国際デザイン交流協会勤務を経て、1986年日経マグロウヒル社（現・日経BP社）入社。『日経デザイン』の創刊に関わり、1993－1998年同誌編集長。1998年武蔵野美術大学教授。NHKハート展詩選考委員、グッドデザイン賞審査副委員長、芸術工学会副会長・理事、公益財団法人の三宅一生デザイン文化財団理事、日本デザイン振興会評議員などを務める。

## 著書
- 『まっしぐらの花-中川幸夫』美術出版社 2005
- 『石元泰博-写真という思考』武蔵野美術大学出版局 2010
- 『新井淳一-布・万華鏡』美学出版 2012
- 『デザイン・ジャーナリズム 取材と共謀1987→2015』美学出版 2015

### 編著・共著・監修
- 『内田繁+松岡正剛が開くデザイン12の扉』内田繁、松岡正剛監修 編著 丸善 2001
- 『日本デザイン史 カラー版』竹原あき子共監修 美術出版社 2003
- 『翳をくぐる 笹原由理第三詩集』編 画:遠藤彰子　求龍堂 2010
- 『オリンピックとデザインの政治学』若山滋共著 朗文堂 2016